# Magnetic (ILLIT의 노래)
"Magnetic"은 대한민국의 걸그룹 ILLIT의 데뷔 EP Super Real Me에 수록된 곡이다. 프로듀서 슬로우 래빗, 방시혁, 마틴이 작사했으며, 2024년 3월 25일 빌리프랩을 통해 EP의 리드 싱글로 발매되었다.

## 배경 및 발매
2024년 2월 13일, 빌리프랩은 ILLIT이 2024년 3월에 데뷔할 것이라고 발표했다. 2월 21일, ILLIT이 3월 25일에 데뷔 EP를 발매할 것이라고 발표했다. 닷새 후, EP의 제목이 Super Real Me가 될 것이라고 발표했다. 3월 9일, 트랙 리스트가 공개되었고 "Magnetic"이 리드 싱글로 발표되었다. 3월 16일, 하이라이트 메들리 티저 영상이 공개되었다. 뮤직 비디오 티저는 3월 18일, 3월 22일, 그리고 3월 24일에 공개되었다. 이 곡은 뮤직 비디오와 EP와 함께 3월 25일 발매되었다.

## 구성
"Magnetic"은 주로 슬로우 래빗, 방시혁, 마틴이 작사 및 프로듀싱했으며, 세일럼 아일리스, Danke, 빈센조, 이이진, 소피 리 맥버니, 로렌 앰버 아퀼리나, 마커스 앤더슨, 김키위, 오현선 (라라라 스튜디오), 제임스가 작사에 참여했다. 플러그앤비와 하우스 장르의 요소를 포함한 댄스 곡으로, "아르페지오 신스와 역동적인 베이스"가 특징이며, 좋아하는 사람에게 전속력으로 달려가는 마음을 자석에 비유한 가사를 담고 있다. "Magnetic"은 올림바장조 키로 작곡되었으며, 템포는 분당 131비트이다.

## 상업적 성과
"Magnetic"은 2024년 4월 1일자 RMNZ 핫 싱글 차트에서 20위로 데뷔했다. "Magnetic"은 영국 공식 싱글 차트에 80위로 진입하며 최초의 K-pop 데뷔곡이 되었고, 미국 빌보드 핫 100에는 91위로 진입했다.
"Magnetic"은 오리콘 랭킹에서 발매 후 11주 만에 여성 그룹 역사상 최단 기록으로 누적 조회수 1억 회를 처음으로 돌파했다. 2024년 4월 8일 랭킹에 데뷔한 이래, 이 곡은 11주 만에 1억 뷰를 돌파하며 역사상 가장 빠르게 1억 뷰를 달성한 여성 그룹이 되었다. 또한 작품으로서 방탄소년단의 "Butter"와 "Permission to Dance"에 이어 역사상 세 번째로 빠르게 1억 뷰를 달성한 해외 아티스트가 되었다.
소속사 빌리프랩에 따르면 2024년 6월 20일, "Magnetic" 뮤직비디오의 유튜브 조회수가 데뷔 85일 만에 1억 뷰를 넘어섰다.

## 홍보
Super Real Me 발매 전, 2024년 3월 25일, ILLIT은 "Magnetic"을 포함한 EP와 곡들을 소개하는 라이브 쇼케이스를 개최했다. 그 후 세 곳의 음악 프로그램에 출연했다: 3월 28일 Mnet의 엠카운트다운, 3월 29일 KBS의 뮤직뱅크, 그리고 4월 2일 SBS M의 더 쇼.

## 수상
대한민국의 음악 프로그램에서 "Magnetic"은 12개의 1위 상을 받았으며 SBS 인기가요에서는 트리플 크라운을 달성했다.
| 시상식                | 연도 | 부문                           | 결과 | Ref.   |
| --------------------- | ---- | ------------------------------ | ---- | ------ |
| 일본 골드 디스크 대상 | 2025 | 올해의 노래 (다운로드, 아시아) | 수상 | [ 25 ] |
| 일본 골드 디스크 대상 | 2025 | 올해의 노래 (스트리밍, 아시아) | 수상 | [ 25 ] |
| 일본 골드 디스크 대상 | 2025 | 베스트 5 노래 (스트리밍)       | 수상 | [ 25 ] |
| 뮤직 어워즈 재팬      | 2025 | 일본 베스트 K-pop 곡           | 후보 | [ 26 ] |
| 뮤직 어워즈 재팬      | 2025 | 청취자 선택 베스트: 해외 곡    | 미정 | [ 26 ] |

| 프로그램     | 날짜            | Ref.   |
| ------------ | --------------- | ------ |
| SBS 인기가요 | 2024년 4월 21일 | [ 27 ] |
| SBS 인기가요 | 2024년 4월 28일 | [ 28 ] |
| SBS 인기가요 | 2024년 5월 5일  | [ 24 ] |
| 엠카운트다운 | 2024년 4월 18일 | [ 29 ] |
| 엠카운트다운 | 2024년 4월 25일 | [ 30 ] |
| 뮤직뱅크     | 2024년 4월 19일 | [ 31 ] |
| 더 쇼        | 2024년 4월 2일  | [ 32 ] |
| 더 쇼        | 2024년 4월 9일  | [ 33 ] |
| 쇼 챔피언    | 2024년 4월 17일 | [ 34 ] |
| 쇼! 음악중심 | 2024년 4월 13일 | [ 35 ] |
| 쇼! 음악중심 | 2024년 4월 20일 | [ 36 ] |
| 쇼! 음악중심 | 2024년 4월 27일 | [ 37 ] |

### 리스트
| 발매사               | 연도 | 목록                                                | 순위 | Ref.   |
| -------------------- | ---- | --------------------------------------------------- | ---- | ------ |
| 빌보드               | 2024 | 2024년 최고의 K-Pop 곡 20선 (현재까지): 비평가 선정 | 8위  | [ 38 ] |
| 뉴 뮤지컬 익스프레스 | 2024 | NME의 2024년 최고 50곡                              | 27위 | [ 39 ] |
| 내셔널 퍼블릭 라디오 | 2024 | 2024년 최고의 노래 124곡                            | 빈칸 | [ 40 ] |

## 곡 목록
- 디지털 다운로드/스트리밍 – 리믹스

1. "Magnetic" (R&B 리믹스) – 2:51
2. "Magnetic" (스타라이트 리믹스) – 2:48
3. "Magnetic" (시티 나이트 리믹스) – 2:54

## 차트
| 차트 (2024)                            | 최고 순위 |
| -------------------------------------- | --------- |
| 오스트레일리아 (ARIA)                  | 29        |
| 벨라루스 에어플레이 (톱히트)           | 15        |
| 캐나다 (캐나디안 핫 100)               | 37        |
| CIS 에어플레이 (톱히트)                | 25        |
| 이집트 (IFPI)                          | 14        |
| 글로벌 200 (빌보드)                    | 6         |
| 홍콩 (빌보드 홍콩 송즈)                | 1         |
| 인도네시아 (빌보드 인도네시아 송즈)    | 5         |
| 일본 (재팬 핫 100)                     | 3         |
| 일본 합산 싱글 (오리콘)                | 4         |
| 카자흐스탄 에어플레이 (톱히트)         | 24        |
| 말레이시아 (빌보드 말레이시아 송즈)    | 1         |
| 말레이시아 국제 (RIM)                  | 1         |
| 네덜란드 (글로벌 탑 40)                | 6         |
| 뉴질랜드 (리코디드 뮤직 NZ)            | 30        |
| 필리핀 (필리핀 핫 100)                 | 46        |
| 러시아 에어플레이 (톱히트)             | 14        |
| 싱가포르 (RIAS)                        | 1         |
| 대한민국 (써클)                        | 1         |
| 대만 (빌보드 타이완 송즈)              | 1         |
| 영국 싱글 (오피셜 차트 컴퍼니)         | 80        |
| 영국 인디 (오피셜 차트 컴퍼니)         | 24        |
| 미국 빌보드 핫 100                     | 91        |
| 미국 World Digital Song Sales (빌보드) | 6         |

| 차트 (2024)                    | 순위 |
| ------------------------------ | ---- |
| 벨라루스 에어플레이 (톱히트)   | 17   |
| CIS 에어플레이 (톱히트)        | 34   |
| 카자흐스탄 에어플레이 (톱히트) | 29   |
| 러시아 에어플레이 (톱히트)     | 20   |
| 대한민국 (써클)                | 1    |

| 차트 (2024)                  | 순위 |
| ---------------------------- | ---- |
| 벨라루스 에어플레이 (톱히트) | 98   |
| CIS 에어플레이 (톱히트)      | 199  |
| 글로벌 200 (빌보드)          | 61   |
| 일본 (재팬 핫 100)           | 15   |
| 필리핀 (필리핀 핫 100)       | 76   |

## 인증
| 국가                                                             | 인증        | 판매량/출하량 |
| ---------------------------------------------------------------- | ----------- | ------------- |
| 뉴질랜드 (RMNZ)                                                  | 골드        | 15,000        |
| 스트리밍                                                         |             |               |
| 일본 (RIAJ)                                                      | 2× 플래티넘 | 200,000,000   |
| 대한민국 (KMCA)                                                  | 플래티넘    | 100,000,000   |
| 판매량+스트리밍을 기반으로 한 인증 · 스트리밍을 기반으로 한 인증 |             |               |

## 발매 역사
| 지역 | 날짜            | 형식                     | 버전     | 레이블   |
| ---- | --------------- | ------------------------ | -------- | -------- |
| 다양 | 2024년 3월 25일 | 디지털 다운로드 스트리밍 | 오리지널 | 빌리프랩 |
| 다양 | 2024년 4월 19일 | 디지털 다운로드 스트리밍 | 리믹스   | 빌리프랩 |